# Controindicazione
La controindicazione  in medicina è una condizione o fattore che aumenta il rischio nell'usare un particolare farmaco o nel senso più ampio una qualunque terapia. 

## Controindicazione assoluta
La controindicazione si intende assoluta quando mancano del tutto circostanze ragionevoli per intraprendere una determinata azione che dovrebbe portare migliorie alle condizioni del soggetto.
Vi è un confine fra le controindicazioni e la libertà del medico di farle eseguire al paziente, quando le controindicazioni sono così elevate da non giustificare il trattamento, il medico infrange la deontologia medica, diventando in casi gravi suscettibile di radiazione dall'albo. 
Esempio, bambino che mostra febbre se si somministra Acido acetilsalicilico comporta sindrome di Reye, una malattia che aumenta i sintomi influenzali, fino a condizioni correlate di elevata gravità come perdita di memoria e coma, causata soprattutto da tale somministrazione.

## Controindicazione relativa
La controindicazione si dice relativa quando una persona ha un elevato rischio di complicanze nell'utilizzare un dato trattamento o utilizza altre terapie in concomitanza che alleviano tali complicanze, oppure quando i rischi provenienti dal non effettuare quel trattamento si dimostrano molto superiori alle possibili controindicazioni.
- Esempio, donna incinta dovrebbe evitare l'esposizione a raggi X ma esistono condizioni a cui si rende preferibile l'esame.